# (5550) 1981 UB1
(5550) 1981 UB1 es un asteroide perteneciente al cinturón de asteroides descubierto el 30 de octubre de 1981 por Laurence G. Taff desde el Laboratorio Lincoln, Socorro, Nuevo México, Estados Unidos.

## Designación y nombre
Designado provisionalmente como 1981 UB1.

## Características orbitales
1981 UB1 está situado a una distancia media del Sol de 3,089 ua, pudiendo alejarse hasta 3,644 ua y acercarse hasta 2,534 ua. Su excentricidad es 0,179 y la inclinación orbital 1,114 grados. Emplea 1983,24 días en completar una órbita alrededor del Sol.

## Características físicas
La magnitud absoluta de 1981 UB1 es 12,2. Tiene 18,32 km de diámetro y su albedo se estima en 0,083. 